# عزوز بشير
عزوز بشير مواليد 15 نوفمبر 1935 في تونس، هو ملاكم تونسي محترف. شارك في دورة الألعاب الأولمبية الصيفية عام 1960.

## روابط خارجية
- عزوز بشير على موقع أوليمبيديا (الإنجليزية)